# Andreas F. Kelletat
Andreas F. Kelletat (* 1954 in Hamburg) ist ein deutscher Literatur- und Übersetzungswissenschaftler sowie Schriftsteller. Er arbeitet seit 1993 als Professor für Interkulturelle Germanistik am Fachbereich Translations-, Sprach- und Kulturwissenschaft der Johannes Gutenberg-Universität Mainz in Germersheim.

## Leben
Andreas F. Kelletat wurde 1954 in Hamburg geboren. Nach dem Zivildienst 1975–1977 studierte er 1977–1983 Germanistik, Osteuropäische Geschichte, Skandinavistik mit Fennistik, Russistik und Kunstgeschichte an der Universität zu Köln. 1983 schrieb er seine Dissertation bei Walter Hinck zum Thema Herder und die Weltliteratur. Zur Geschichte des Übersetzens im 18. Jahrhundert.
1986–1992 arbeitete er als Professor für Deutsche Sprache an der Universität Vaasa und war Leiter des Instituts für Deutsche Sprache und Literatur. Außerdem war er von 1986 bis 1992 Dekan der Philosophischen Fakultät der Universität Vaasa sowie im gleichen Zeitraum Mitglied des Senats. 1992–1993 wurde Kelletat Professor für deutsche Literatur und Vergleichende Literaturwissenschaft an derselben Universität.
1993 kehrte er nach Deutschland zurück und übernahm die Professur für Interkulturelle Germanistik am Fachbereich Angewandte Sprach- und Kulturwissenschaft (FASK) der Johannes Gutenberg-Universität Mainz in Germersheim. Von 1993 bis 2005 war er Leiter der internationalen Doktorandengruppe für die Fächer Interkulturelle Germanistik/Übersetzungswissenschaft. Von 1998 bis 2016 war er Direktor der Internationalen Sommerschule Germersheim (ISG).
Seit 1984 besuchte er für Lehre und Forschung Dänemark, Finnland, Frankreich, den Iran, Island, Italien, Japan, Korea, Lettland, Litauen, Palästina, Polen, Rumänien, Russland, Schweden, die Schweiz, Südafrika, Thailand und die Türkei.
Seine Forschungsschwerpunkte sind Translationswissenschaft, europäische Sprachenpolitik, deutsche Kultur im internationalen Kontext, Exil- und Migrantenliteratur, Europa der Religionen, Literaturbeziehungen zwischen Deutschland und Nordosteuropa, Analyse und Interpretationen hermetischer Poesie.
Er ist Mitglied des PEN-Zentrums Deutschland. Seit 2016 ist er Mitglied im Beirat der Fachzeitschrift Übersetzen des VdÜ.

## Publikationen (Auswahl)
- Ein Ästhet in Finnland: Entstehungsgeschichte, Finnlandbild und Rezeption des Romans „Flucht in den Norden“ von Klaus Mann. Helsinki 1978
- Herder und die Weltliteratur: zur Geschichte des Übersetzens im 18. Jahrhundert. Peter Lang, Frankfurt 1984
- Die Rückschritte der Übersetzungstheorie: Anmerkungen zu „Grundlegung einer allgemeinen Translationstheorie“ von Katharina Reiß und Hans J. Vermeer. Vaasa 1986
- Übersetzerische Kompetenz: Beiträge zur universitären Übersetzerausbildung in Deutschland und Skandinavien. Peter Lang, Frankfurt 1996
- Kleine Länder kleine Sprachen kleine Literaturen: Übersetzer- und Dolmetscherausbildung für das „Gemeinsame Haus“ Europa. Ludicium, München 1998
- „Zu höherer Tüchtigkeit gestählt“: Goethe und Herder, Straßburg, September 1770. Attempto, Tübingen 2004
- Der Krieg und die Juden in Litauen: deutsche Schriftsteller in Kowno/Kaunas 1915–1918 und 1941–1944; eine Bestandsaufnahme. Bammental 2012
- Mit Aleksey Tashinskiy (Hrsg.): Übersetzer als Entdecker. Ihr Leben und Werk als Gegenstand translationswissenschaftlicher und literaturgeschichtlicher Forschung. Frank & Timme, Berlin 2014
  - Rezension: Andreas Tretner, in Zs. Übersetzen, Hrsg. vom Verband deutschsprachiger Übersetzer literarischer und wissenschaftlicher Werke, VdÜ, 2, 2016 online
- Übersetzerforschung. Neue Beiträge zur Literatur- und Kulturgeschichte des Übersetzens. Hrsg. von Kelletat, Aleksey Tashinskiy, Julija Boguna. Frank & Timme, Berlin 2016
- Rosa Luxemburg 1871–1919, in Germersheimer Übersetzerlexikon UeLEX, Stand 2017. Würdigt L. als Autorin und Übersetzerin[1]

## Germersheimer Übersetzerlexikon
Das Germersheimer Übersetzerlexikon, UeLEX, ein Onlinelexikon, wird von Kelletat herausgegeben. Die von ihm und seinen Mitarbeitern erfassten biographischen und bibliographischen Daten sollen die Grundlage schaffen für eine einst zu schreibende deutsche Kultur- und Literaturgeschichte des Übersetzens (1500–2000). UeLex enthält 94 Übersetzerbiographien (Stand August 2022) und wird kontinuierlich erweitert und überarbeitet. Es ist das einzige Lexikon seiner Art.
Der damit befasste Arbeitsbereich Interkulturelle Germanistik veranstaltete 2018 das „6. Germersheimer Symposium Übersetzen und Literatur“, abgekürzt UeLit VI, zum Thema Grenzüberschreitungen. Übersetzer und Übersetzen in der SBZ und der DDR 1945–1990.

## Notizen
1. ↑  Link zum UeLEX siehe unten gesonderter Abschnitt
2. ↑  Johannes Gutenberg-Universität Mainz, Fachbereich 06 Translations-, Sprach- und Kulturwissenschaft, Arbeitsbereich Interkulturelle Germanistik, am Standort Germersheim. Siehe Lexikon
3. ↑  Tagung (Memento vom 19. Februar 2018 im Internet Archive)

| Personendaten    | Personendaten                                                      |
| ---------------- | ------------------------------------------------------------------ |
| NAME             | Kelletat, Andreas F.                                               |
| KURZBESCHREIBUNG | deutscher Sprach- und Übersetzungswissenschaftler, Hochschullehrer |
| GEBURTSDATUM     | 1954                                                               |
| GEBURTSORT       | Hamburg                                                            |